# مستمری اجتماعی
مستمری اجتماعی پرداخت‌هایی است که از طرف دولت به فرد پس از بازنشستگی انجام می‌شود، این پرداخت‌ها از زمان بازنشستگی فرد شروع می‌شود و تا زمان مرگ وی ادامه می‌یابد. طبق تعریف سازمان بین‌المللی کار، تأمین اجتماعی یک حق انسانی است که هدف آن کاهش و پیشگیری از فقر و آسیب‌پذیری در طول چرخه زندگی افراد می‌باشد. تامین اجتماعی شامل انواع مختلفی از مزایا (زایمان، بیکاری، ازکارافتادگی، بیماری، پیری و غیره) است. این نوع بازنشستگی نشان‌دهنده بخش غیر مشارکتی سیستم بازنشستگی می‌باشد و دیگری مستمری مشارکتی است که طبق رایج‌ترین شکل ترکیب این سیستم‌ها در اکثر کشورهای توسعه یافته است.

## تاریخچه
پرداخت مستمری اجتماعی به دوران پس از انقلاب صنعتی بر می‌گردد، زمانی که سیستم اقتصادی جدید تحرک کارگران را تقویت کرد، اما روابط بین اعضای خانواده را که همبستگی آنها محافظت از مردم در برابر محرومیت اقتصادی شخصی بود، سست کرد. این امر، همراه با صرفه‌جویی داوطلبانه و بیمه غیرعملی، منجر به بازنشستگی بسیاری از کارگران بدون هیچ منبع درآمدی شد.